# Melanolophia rufimontis
Melanolophia rufimontis är en fjärilsart som beskrevs av Claude Herbulot 1986. Melanolophia rufimontis ingår i släktet Melanolophia och familjen mätare. Inga underarter finns listade i Catalogue of Life.